# 亨利二世 (神圣罗马帝国)
聖亨利二世，又译“亨利希二世”（德語：Heinrich II，973年5月6日—1024年7月13日），奥托王朝的最后一位神聖罗马帝国皇帝（1014年-1024年）。他也是德意志国王（1002年-1024年）、意大利國王（1004年-1024年）和巴伐利亚公爵稱亨利四世（995年-1005年）。由於他致力革新教會和協助傳教工作，並創立許多教區及建築多座隱修院，於1146年被教宗尤金三世冊封为圣人。

## 生平

### 德意志國王（1002年）
亨利二世是巴伐利亚公爵亨利二世（號稱「強辯者」）的儿子，亨利一世的孫子，神聖罗马帝国皇帝奧托二世的堂侄。他的父亲曾兩次反叛奧托二世，使他年輕時常處於流亡的狀態，自幼已投靠教會的庇護。995年，其父去世，他继承了父亲的爵位，迎娶聖顧乃宮。
1002年，亨利二世領軍支援在意大利遭遇政變的前任皇帝奥托三世，但未及抵達，奧托三世已突然病逝。在奧托三世的靈柩運返亞琛途中，途徑巴伐利亞時，亨利意圖威脅負責護送的科隆總主教克里伯（Heribert of Cologne）交出皇帝信物（包括皇冠、劍及最重要的聖槍），但這些信物已提前送到總主教屬意的下任皇帝人選士瓦本公爵赫爾曼二世（Herman II of Swabia）手中。在缺乏信物的情況下，亨利未能得到其他貴族的支持。兩星期後在奧托三世的喪禮中，亨利再次嘗試，但同樣失敗。最後，他請求美茵茨主教為自己加冕，成為「德意志國王」。他是奧托一世後首位不是在亞琛登基，且不是由貴族選出的德國國王。
亨利在隨後兩年間，繼續遊說或征討其他德國貴族。1003年，巴伐利亞北部的貴族起兵反抗，亨利遂將之罷黜，後來更在其領地內成立班貝格教區，將世俗權力交予該教區的主教，以防再生叛亂。由於亨利本身擁有皇室血統，他最終取得大部份貴族的支持。

### 神聖羅馬帝國皇帝（1014年）
亨利二世的统治不断被强力的对手们干扰，有德国的也有外国的。1004年他首次进入意大利，以避免意大利国王的称号落入皇帝以外的人手中。获胜后，亨利二世在帕维亚正式加冕为意大利国王。1014年，他再度进入意大利，教宗本笃八世为他加冕为罗马帝国皇帝。1018年，在与波兰公爵博莱斯瓦夫一世作战不力之后，被迫签订《包岑条约》。

### 逝世（1024年）

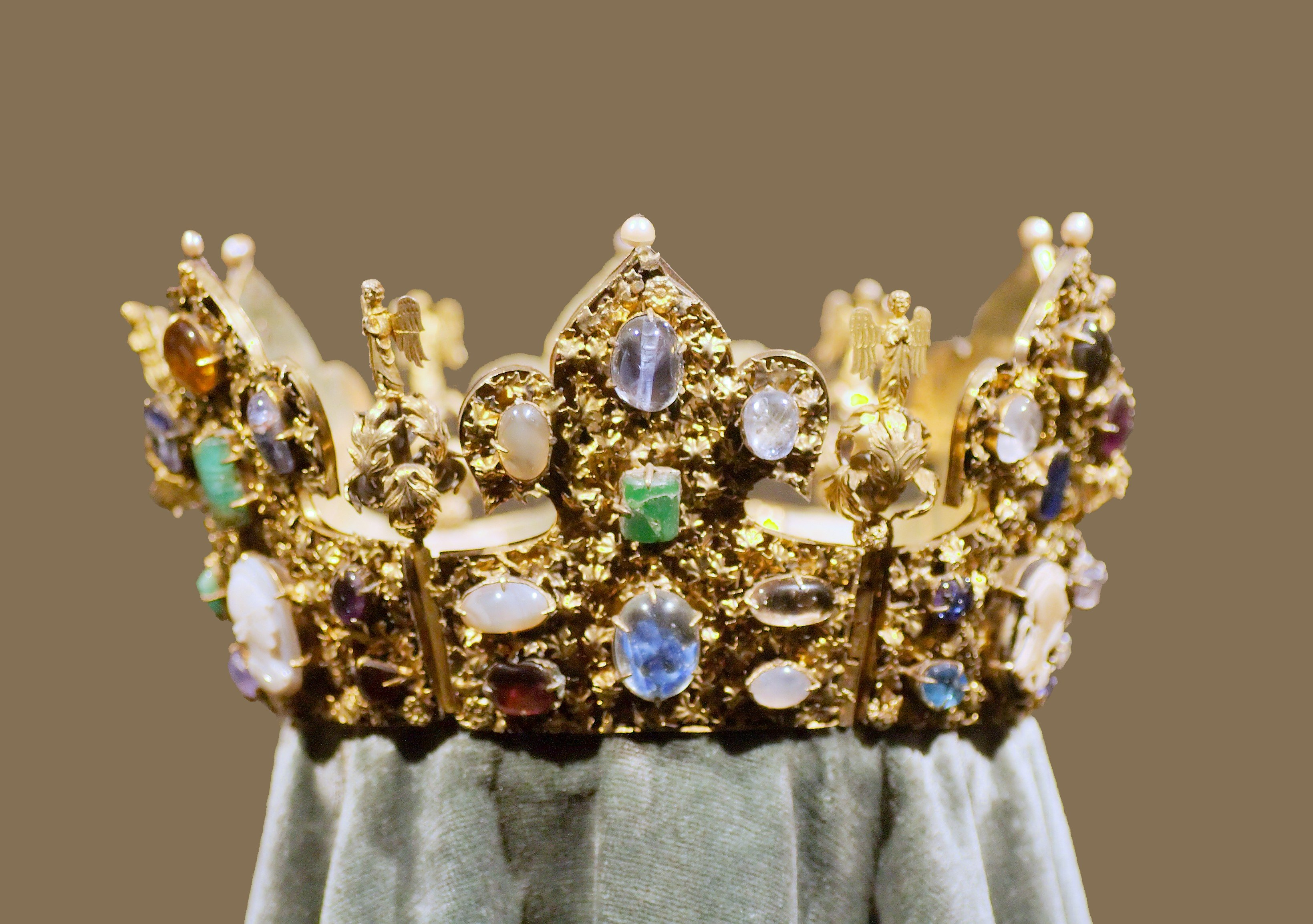
聖皇亨利的皇冠）

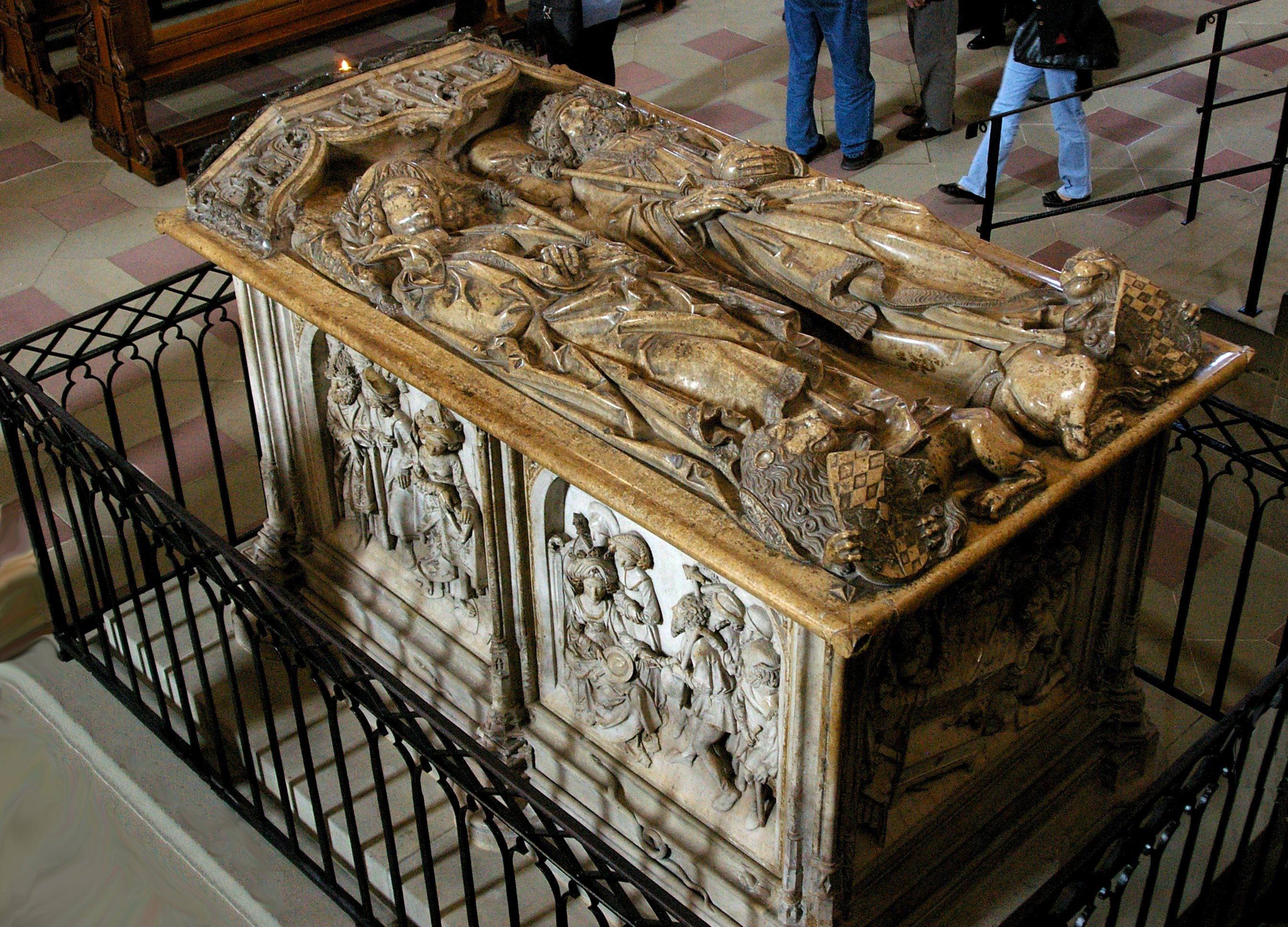
聖皇亨利和其妻聖顧乃宮的墳墓（班貝格主教座堂內）

亨利死于1024年，雖然他沒有留下任何重大的政治問題，但他和妻子顧乃宮同樣没有留下任何繼承人，奧托王朝就此结束。

## 宗教生活
亨利二世自幼受到其母親的薰陶和拉弟斯本主教聖沃夫堪（St. Wolfgang of Regensburg）的教誨，對於基督徒生活具有極深的根柢，自幼已有志晉鐸。後來迎娶同樣虔誠的顧乃宮為妻，雙方仍同意以兄妹相待，終身守貞。
教宗本篤八世於1014年為他加冕後，亨利全力協助教會，將大量的財產獻給了教會，廣建教堂和修院，並資助各教區的傳教事業。他又學習奧托一世的榜樣，給予主教和修院院長相等於伯爵的禮遇。
1021年，亨利出征拜占庭途中，在本篤會的卡西諾山修院突然患上重病，群醫束手無策。於是，他請聖本篤為他祈禱，結果神奇地獲得痊癒。
亨利一面治理國政，一面致力進修聖德。他對修會生活非常嚮慕，渴欲離家修道，但一直被修院拒絕。後來他被本篤會凡爾登修院（Abbey of Saint-Vanne in Verdun）收錄為獻堂生（oblate），並到克呂尼修院發願成為修士。他向院長許諾，今後服從院長的領導，結果院長對他說：「很好，你既然服從我的領導。我派你作甚麼事，你就應當去做，現在我派你去治理國政。」
亨利的最出色的成就是在創立班貝格教區，並計劃把這一教區建成日耳曼地區的基督文化中心。他非常熱心，竭力贊助修院的復興和整頓教會紀律，強調神職的獨身制，竭盡所能使他的統治符合基督的仁愛精神。

### 封聖
教宗尤金三世於1146年冊封他為聖人，並宣布他為一切獻身者的主保，瞻禮（紀念日）為7月13日。本篤會亦奉他為獻堂生的主保。其妻顧乃宮於1200年3月29日同樣獲教宗依諾增爵三世冊封為聖人。